# لویی باتلی
لویی باتلی (انگلیسی: Loui Batley؛ زادهٔ ۲ ژانویهٔ ۱۹۸۷) هنرپیشه، خواننده و رقصنده اهل بریتانیا است. او در چورلی واقع در لانکاشر به دنیا آمده است. باتلی در مجموعه‌های چون هالیوکس و مجتمع مسکونی به ایفای نقش پرداخته است.